# سام كونراد
سام كونراد (بالإنجليزية: Sam Conrad)‏ هو مجدف أسترالي، ولد في 21 أكتوبر 1983 في سيدني في أستراليا.

## وصلات خارجية
- سام كونراد على موقع الاتحاد الدولي للتجديف (الإنجليزية)
- سام كونراد على موقع اللجنة الأولمبية الدولية (الإنجليزية)
- سام كونراد على موقع أوليمبيديا (الإنجليزية)
- سام كونراد على موقع اللجنة الأولمبية الأسترالية (الإنجليزية)